# Cikava (gmina Mokronog-Trebelno)
Cikava – wieś w Słowenii, w gminie Mokronog-Trebelno. W 2018 roku liczyła 35 mieszkańców.